# 3 نينجاس كيك باك
3 نينجاس كيك باك (بالإنجليزية: 3 Ninjas Kick Back)‏ ، هي لعبة فيديو إلكترونية من نوع أكشن ومغامرات، نشرها شركة سوني إيميجسوفت سنة 1994م بالولايات المتحدة الأمريكية، وتعمل لأنظمة سوبر نينتندو وسيجا سي دي وميجا درايف.